# Deutscher Soldatenfriedhof Futapass

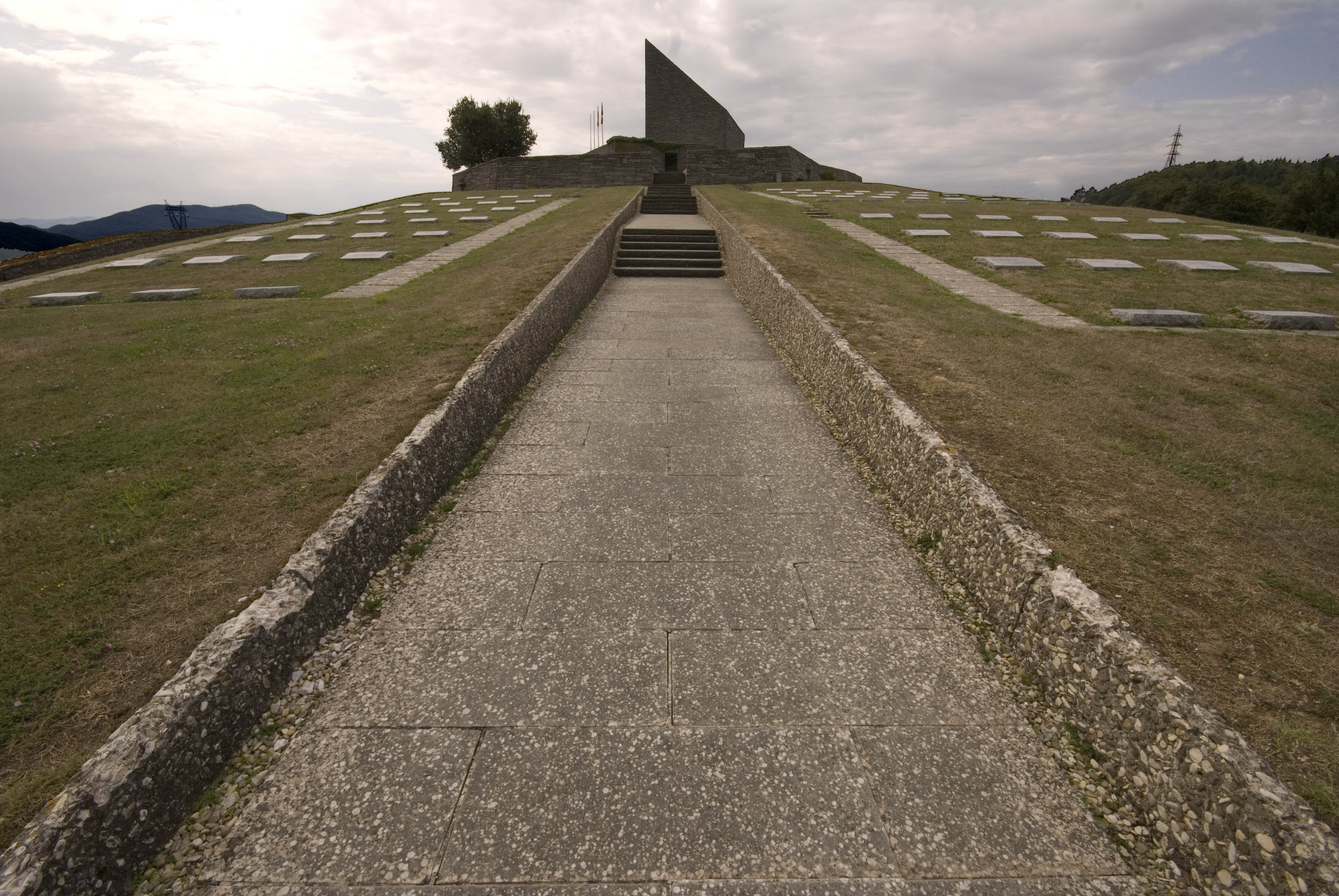
Deutscher Soldatenfriedhof Futapass

Der Deutsche Soldatenfriedhof Futapass (italienisch Cimitero militare germanico della Futa) ist der größte Soldatenfriedhof in Italien. Hier ruhen nach Angaben des Volksbundes Deutsche Kriegsgräberfürsorge 30.800 im Zweiten Weltkrieg in Italien gefallene deutsche Soldaten. 

## Lage
Er befindet sich am Futapass (italienisch Passo della Futa, 903 m) im Apennin und im Mugello nahe Traversa, einem Ortsteil der Gemeinde Firenzuola. Er liegt etwa 40 Kilometer nördlich von Florenz und 40 Kilometer südlich von Bologna an der Staatsstraße Nr. 65 nahe der Regionsgrenzen der Toskana und der Emilia-Romagna.

## Geschichte

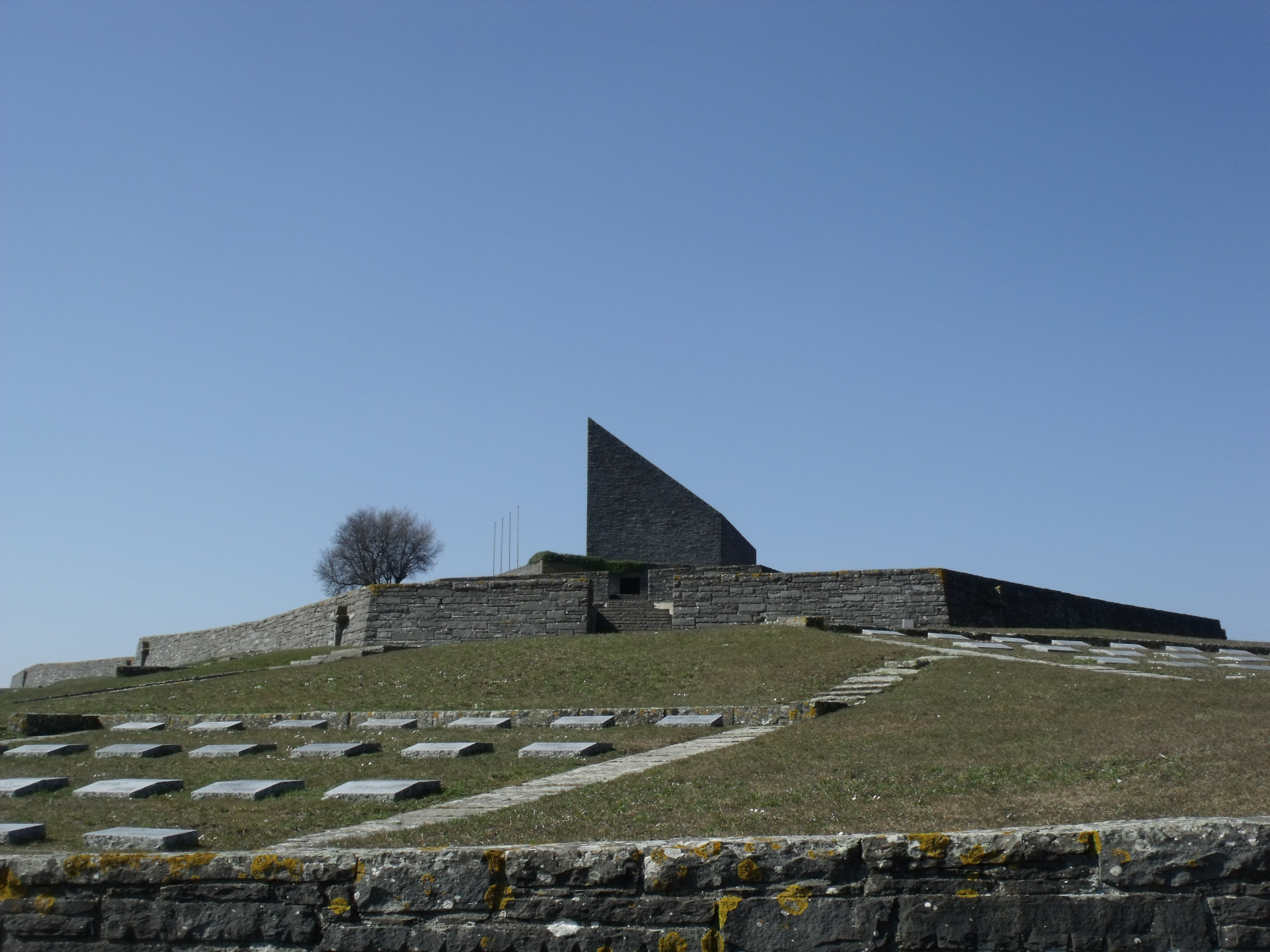
Grabsteine, Mauerring und Monument

Der Pass war Teil der Gotenlinie, die den Vormarsch der alliierten Truppen aufhalten sollte. Noch im Zeitraum vom 9. bis 21. April 1945 gab es nördlich des Passes bei Bologna erbitterte Kampfhandlungen. Die meisten Bestatteten fielen Ende August 1944 zwischen Carrara am Ligurischen Meer und dem Raum um Rimini.
Nach dem Abkommen vom 22. Dezember 1955 zwischen der Bundesrepublik Deutschland und der Italienischen Republik über Kriegsgräber in Bonn und dessen Ratifikation durch den italienischen Gesetzgeber am 12. August 1957 durch das Gesetz 801 beauftragte der Volksbund Deutsche Kriegsgräberfürsorge 1959 den Architekten Dieter Oesterlen mit der Realisierung des Projektes. Zudem waren die Gartenarchitekten Walter Rossow und Ernst Cramer sowie der Bildhauer Helmut Lander an der Planung und Ausführung beteiligt. Die Schmiedearbeiten stammen von Fritz Kühn.
Die Soldaten wurden aus den umliegenden Feldgräbern und Gemeindefriedhöfen aus den Provinzen Bologna, Florenz, Forlì-Cesena, Lucca, Modena, Pesaro und Urbino, Pisa, Pistoia, Ravenna und Reggio Emilia hierhin umgebettet und zum Teil dabei auch identifiziert. Mit 30.683 bestatteten Gefallenen ist er der größte deutsche Soldatenfriedhof in Italien.

## Friedhof und Monument
Das Areal umfasst ein Gebiet von 12 Hektar. Insgesamt gibt es hier 16.000 Steinplatten aus Granit für 72 mit Wildrasen bedeckte Gräberfelder, die von einer 2000 Meter langen Mauer mit 67 Natursteinkreuzen spiralförmig umschlossen sind. Für je zwei Gräber gibt es eine Steinplatte mit Maßen 70 × 140 cm. Am höchsten Punkt des Friedhofes steht das Hauptmonument, das am Ende als Teil der spiralförmigen Mauer pyramidenähnlich ansteigt. Dieser letzte Teil der Mauer schließt den Ehrenhof ein. Unter dem Ehrenhof befindet sich die Krypta mit 397 Gräbern. Die kleinere, Cervia-Raum genannte Krypta enthält die Grabplatten des ehemaligen Soldatenfriedhofes in Cervia, die bei der Umbettung der Gräber auch umzogen. Eingeweiht wurde der Friedhof am 28. Juni 1969.

## Bilder

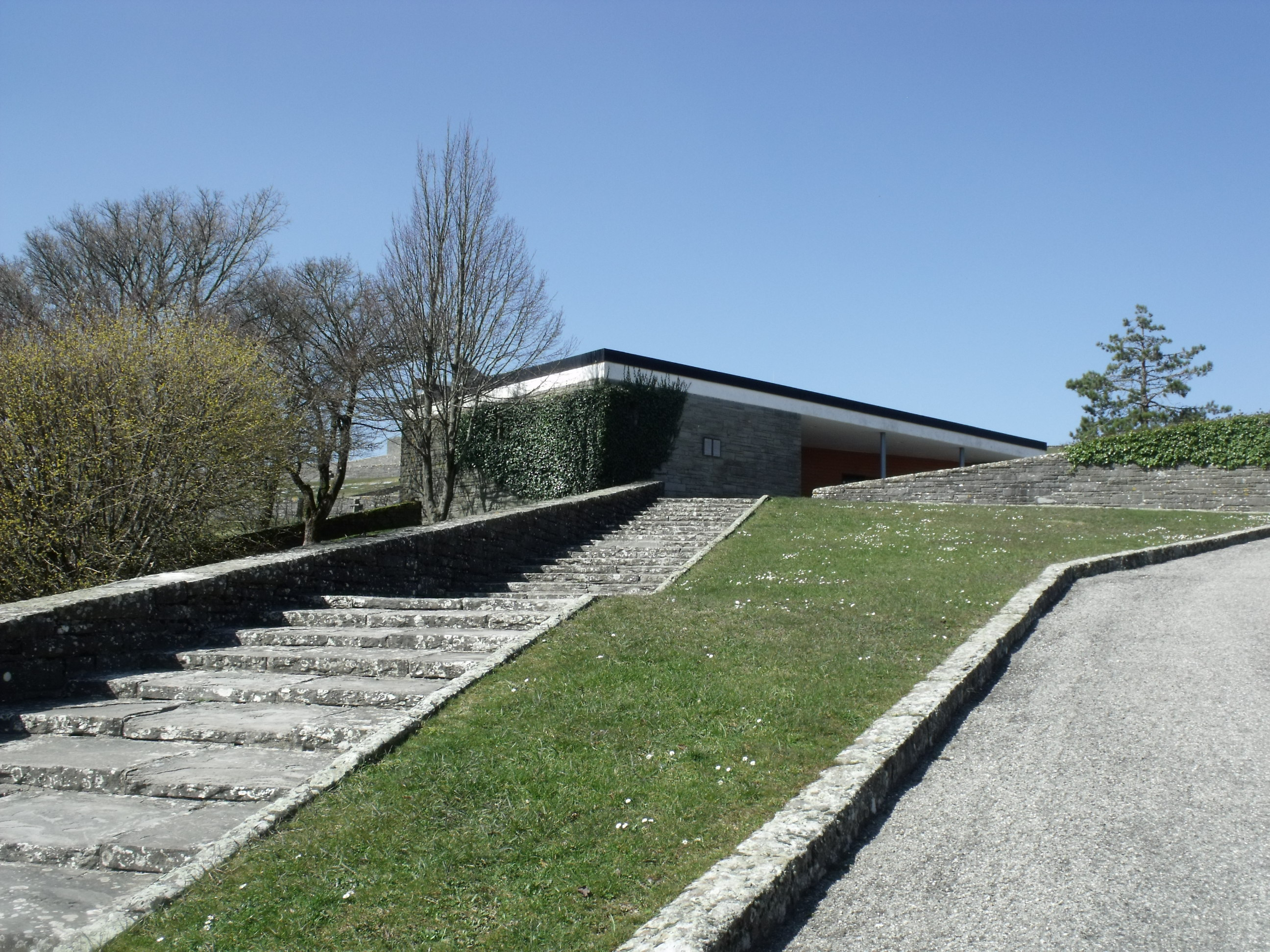
Eingangsbereich
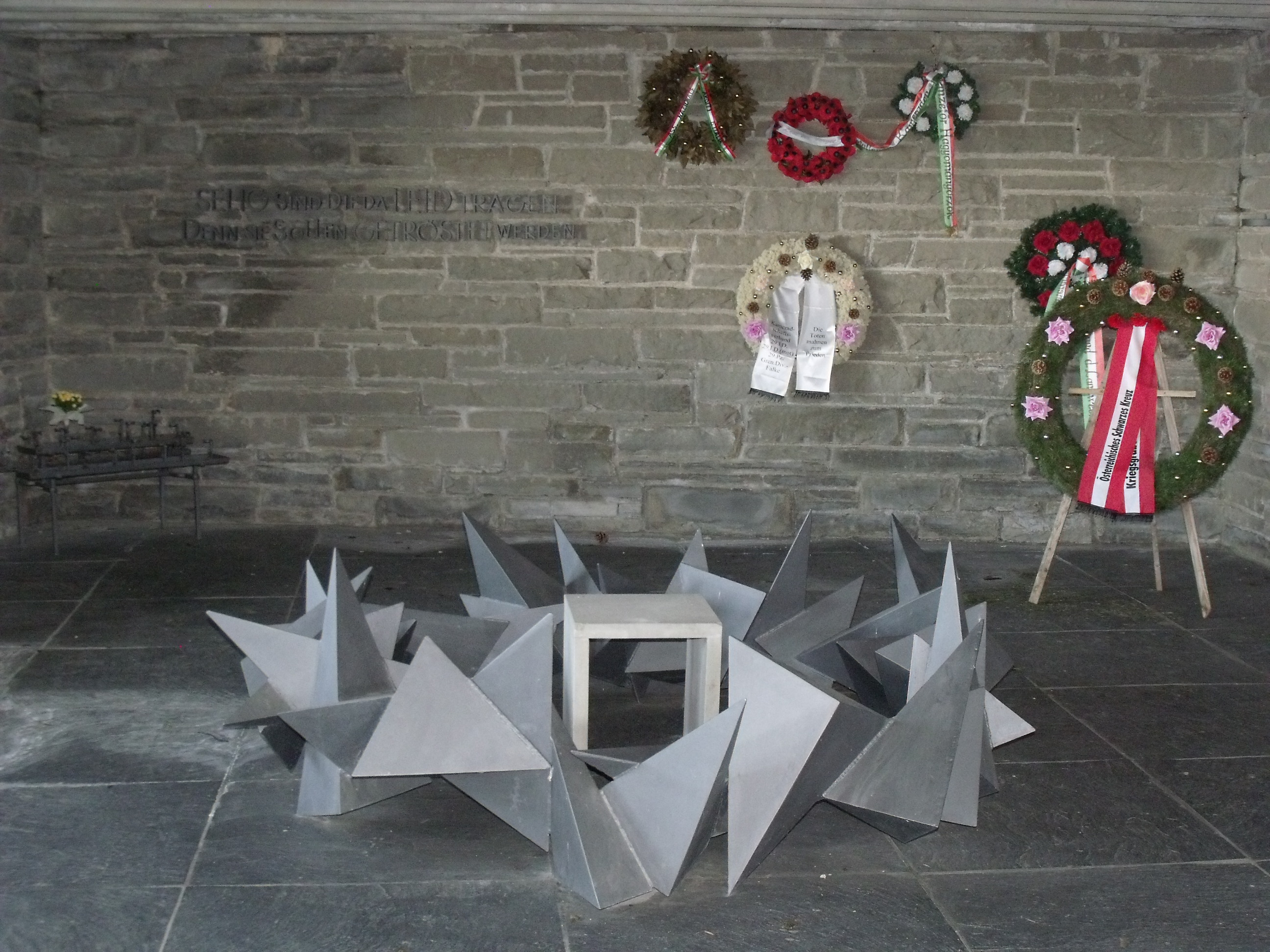
Gedenkraum der Krypta
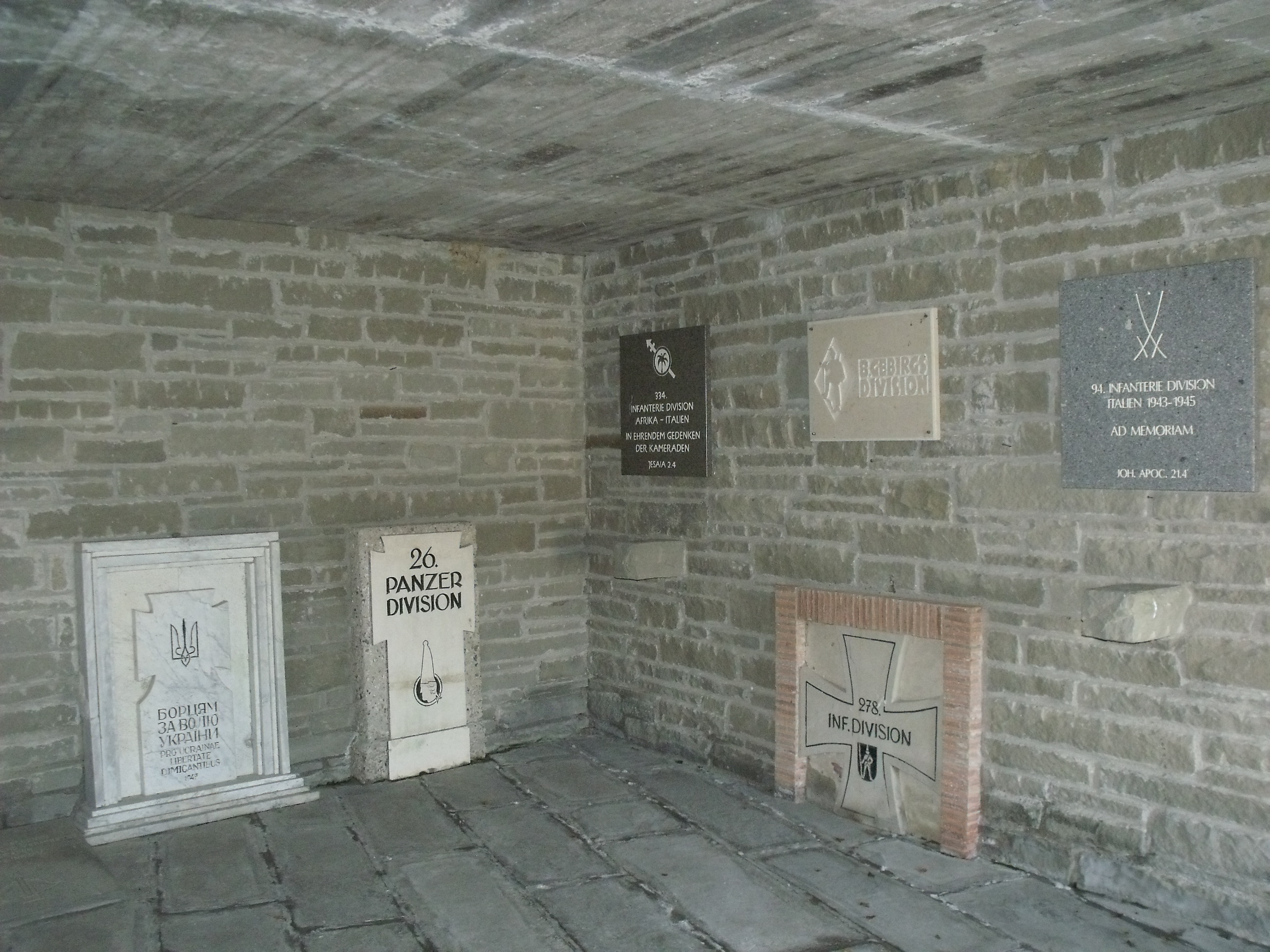
Cervia-Raum (kleine Krypta)